# Cousinia turkestanica
Cousinia turkestanica là một loài thực vật có hoa trong họ Cúc. Loài này được (Regel) Juz. mô tả khoa học đầu tiên năm 1932.